# Harcèlement (téléfilm)
Pour les articles homonymes, voir Harcèlement (homonymie).

Harcèlement (Mobbing) est un téléfilm allemand réalisé par Nicole Weegmann et diffusé le 25 janvier 2013 sur Arte.

## Fiche technique
- Titre original : Mobbing
- Réalisation : Nicole Weegmann
- Scénario : Eva Zahn et Volker A. Zahn
- Photographie : Alexander Fischerkoesen
- Musique : Birger Clausen
- Pays d'origine :  Allemagne
- Langue : allemand
- Durée : 90 minutes
- Date de diffusion :
  -  France : 25 janvier 2013 sur Arte

## Distribution
- Susanne Wolff : Anja Rühler
- Tobias Moretti : Jo Rühler
- Andreas Lust : Markus Roth
- Bettina Mittendorfer : Katrin Vogt
- Krista Stadler : Helga Rühler
- Margret Völker : Petra Müller